# Elysium Rupes
L'Elysium Rupes è una struttura geologica della superficie di Marte.